# 소방서 옆 경찰서
《소방서 옆 경찰서》는 2022년 11월 12일부터 2022년 12월 30일까지 방송된 SBS 금토 드라마이다.

## 제작진

### 제작사
- 메가몬스터 : tvN 수목 드라마 《진심이 닿다》(제작), KBS 2TV 월화 드라마 《계약우정》(제작), KBS 2TV 일일 드라마 《위험한 약속》(제작), MBC 수목 드라마 《붉은 달 푸른 해》(제작), SBS 아침 드라마 《엄마가 바람났다》(제작)

### 제작
- 김용진 : SBS 주간 드라마 《날아오르다》(프로듀서), SBS 주간 드라마 《우리집에 왜왔니》(프로듀서), SBS 일일 드라마 《애자 언니 민자》(프로듀서), SBS 일일 드라마 《두 아내》(프로듀서), SBS 일일 드라마 《세 자매》(프로듀서), SBS 일일 드라마 《당신이 잠든 사이》(프로듀서), SBS 일일 드라마 《사랑만 할래》(제작), SBS 일일 드라마 《돌아온 황금복》(제작), SBS 일일 드라마 《당신은 선물》(제작), SBS 수목 드라마 《옥탑방 왕세자》(제작), SBS 수목 드라마 《냄새를 보는 소녀》(제작), SBS 아침 드라마 《나만의 당신》(제작), SBS 아침 드라마 《황홀한 이웃》(제작), SBS 아침 드라마 《내 사위의 여자》(제작), SBS 아침 드라마 《해피시스터즈》(제작), SBS 아침 드라마 《엄마가 바람났다》(제작), OCN 《애간장》(제작), SBS 주말 특별 기획 드라마 《그녀로 말할 것 같으면》(제작), KBS 2TV 월화 드라마 《계약우정》(제작), KBS 2TV 일일 드라마 《위험한 약속》(제작), MBC 수목 드라마 《붉은 달 푸른 해》(제작)

### 극본
- 민지은 : MBC 월화 드라마 《검법남녀 2》(공동 집필), MBC 월화 드라마 《검법남녀》(공동 집필), tvN 금토 드라마 《신데렐라와 네명의 기사》(집필), SBS 특집 드라마 《설련화》(집필), MBC 드라마 페스티벌 2014 《오래된 안녕》(집필)

### 연출
- 신경수 : SBS 금토 드라마 《녹두꽃》(연출), SBS 월화 드라마 《의문의 일승》(연출), SBS 월화 드라마 《육룡이 나르샤》(연출), SBS 수목 드라마 《쓰리 데이즈》(공동 연출), SBS 아침 드라마 《너라서 좋아》(연출), SBS 수목 드라마 《뿌리깊은 나무》(공동 연출), SBS 월화 드라마 《나는 전설이다》(조연출), SBS 수목 드라마 《크리스마스에 눈이 올까요?》(조연출), SBS 일일 드라마 《아내의 유혹》(조연출), SBS 수목 드라마 《불한당》(조연출), SBS 대하 드라마 《연개소문》(조연출)

## 등장인물
- (†) 표시는 드라마 상에서 최종적으로 사망한 인물이다.

### 주요인물
- 김래원: 진호개 역 - 형사 "진호개" a.k.a 진돗개. 태원경찰서 형사팀 경위, 법학, 심리학 복수전공.
- 손호준: 봉도진 역 - 화재진압대원 "봉도진" a.k.a 불도저. 태원소방서 화재진압대원 '소방교'. 관창수. 화재조사관 겸직중.
- 공승연: 송설 역 - 구급대원 "송설" a.k.a 송사리(by호개). 태원소방서 구급대원 '소방사', 수술방 간호사(PA) 출신.

### 태원경찰서 사람들
- 서현철: 백참 역 - '형사팀 팀장 "백참". 태원경찰서 형사팀 팀장, '경감'.
- 강기둥: 공명필 역 - 형사팀 경장 "공명 필" a.k.a 맹필. 태원경찰서 형사팀 '경장' / 호개의 파트너
- 지우: 봉안나 역 - 태원경찰서 과학수사팀 '경장. 도진의 여동생, '여성스러움' 이라고는 '안나'라는 이름밖에 없는 걸크러쉬 경찰.

### 태원소방서 사람들
- 우미화: 독고순 역 - 소방서장 "독고 순" a.k.a '독' 고순. 태원소방서 현장지휘단장 '소방경'
- 정진우: 최기수 역 - 구조대원 "최기수". 태원소방서 구조팀 '소방교'
- 이우제: 하동우 역 - 구급대원 "하동우". 태원소방서 구급대원 '소방사', 설의 구급차 파트너.

### 태원종합병원 사람들
- 양종욱: 차재희 역 - 응급의학과의사 "차재희" a.k.a 차쌤. 응급의학과, 일반외과까지 더블보드를 보유한 전문의.
- 이화정: 한수진 역 - 응급의학과 전공의 "한수진". 태원종합병원 응급의학과 전공의(레지던트) 2년 차
- 허지원: 곽경준 역 - 응급실 수간호사 "곽경준". 태원종합병원 응급실 간호사

### 그 외 인물
- 손지윤: 윤홍 역 - 국과수 법의관 "윤홍". 국립과학수사연구원 7년 차 법의관, 걸크러쉬 워커홀릭 여성 법의관.
- 조승연: 진철중 역 - 검사 "진철중". 서울 동부지방검찰청 검사장, 호개의 아버지.
- 이도엽: 마태화 역 - 살인피의자 "마태화". 차기 대선주자 당대표 마중도 의원의 망나니 아들, 유력한 대선 후보 당대표 국회의원 아버지를 둔 포악한 금수저.
- 전국환: 마중도 역 - 국회의원 "마중도". 차기 대선주자 당대표, 태화의 아버지.
- 서재규: 염상구 역 - 동부지검 검사 "염상구". 서울 동부지방검찰청 형사부 검사, 진철중 검사장의 오른팔.
- 조희봉: 양치영 역 - 변호사 "양치영". 마태화의 변호사, CPA 회계사 자격증 복수 소지.
- 윤석현: 조두칠 역
- 이지원: 김소희 역
- 차성제: 양준태 역
- 김민서: 김현서 역 † - 여중생.
- 윤서현: 현서의 친 아버지 역(특별 출연)
- 미상: 학급 반장 역
- 노수산나: 우미영 역
- 원우준: 박태훈 역
- 이진희: 주영순 역 - 아이의 엄마
- 이석준: 엄동철 역 - 아이엄마의 동거남
- 김수아: 최예슬 역 - 폐버스정류장 지붕 위에 피를 흘리고 쓰러져 있는 7세 여아
- 함연지: 유치원 선생 역(특별 출연)
- 미상: 의사 역
- 최재환: 배달 기사 역
- 정욱진: 최석두 역
- 미상: 사채업자 1 역
- 미상: 사채업자 2 역
- 미상: 구인 공고를 올린 범인 역
- 미상: 6개월 만에 원금이 6배나 뛴 불법 증액 재대출로 인해 스스로 생을 마감한 딸을 둔 할머니 역 †
- 문원주: 남성 역
- 미상: 방필구 역
- 미상: 여섯 명을 죽이고 잡혔던 죄수 역
- 미상: 함바집에서 실려간 학생 역
- 미상: 신발 주인 역
- 정선철: 대무그룹 보스 역
- 박민정: 석미정 역
- 지현준: 김도형 역
- 유인혁: 김차형 역
- 유병훈: 문영수 역
- 미상: 비리 경찰 역
- 이종남: 현서의 할머니 역
- 이정헌: 송재준 역 - 판사(특별 출연). 송하은의 아버지
- 곽지혜: 송하은 역 - 아파트 난간에 앉아있던 여학생
- 신기준: 송민준 역 송하은의 오빠
- 최희진: 방자경 역 - 하은의 어머니
- 권재환: 학교 교감 역
- 미상: 상우 역
- 미상: 우혁 어머니 역
- 미상: 영민 역
- 미상: 경찰서를 찾은 남자 역
- 미상: 고경석 역
- 조용진: 오승준 역
- 미상: 설계자 역
- 미상: 밀회를 나눴던 여자 역
- 미상: 웨이터 역
- 황영희: 설의 양어머니 역 - 설의 이름을 지어준 간호사이자 양 어머니(특별 출연)
- 이소이: 김현서 역
- 미상: 카스텔라 남 역

## 시청률
최저 시청률과 최고 시청률은 시청률 조사회사와 지역별로 시청률에 차이가 있을 수 있습니다.
| 2022년 | 2022년    | 2022년         | 2022년         | 2022년       | 2022년 |
| 회차   | 방송일    | TNmS 시청률    | AGB 시청률     | AGB 시청률   |        |
| 회차   | 방송일    | 대한민국(전국) | 대한민국(전국) | 서울(수도권) |        |
| ------ | --------- | -------------- | -------------- | ------------ | ------ |
| 제1회  | 11월 12일 | 6.9%           | 7.6%           | 7.8%         |        |
| 제2회  | 11월 18일 | 7.1%           | 9.4%           | 10.0%        |        |
| 제3회  | 11월 19일 | 8.3%           | 8.5%           | 9.0%         |        |
| 제4회  | 11월 25일 | 6.8%           | 7.6%           | 7.6%         |        |
| 제5회  | 11월 26일 | 7.2%           | 7.5%           | 7.8%         |        |
| 제6회  | 12월 2일  | 9.5%           | 9.4%           | 9.8%         |        |
| 제7회  | 12월 3일  | 8.0%           | 8.4%           | 8.9%         |        |
| 제8회  | 12월 9일  | 7.5%           | 8.2%           | 8.5%         |        |
| 제9회  | 12월 10일 | 7.6%           | 8.2%           | 8.7%         |        |
| 제10회 | 12월 16일 | 7.5%           | 7.7%           | 8.2%         |        |
| 제11회 | 12월 23일 | 8.8%           | 9.7%           | 10.4%        |        |
| 제12회 | 12월 30일 | 8.5%           | 10.3%          | 10.9%        |        |

## 참고 사항
- 본 프로그램은 국내 제작 드라마 중 유일무이하게 경찰관과 소방관이 공동 대응하여 많은 사건을 해결하는 사람들의 애환을 극화한 또 다른 차원의 스릴러 드라마로 각종 안전 불감증에 빠진 현대 사회의 추악한 단면을 진지하게 돌이켜보자는 취지로 기획했다.
- 박기호 KBS 드라마본부 국장의 인터뷰에서 "장르 다양화의 일환으로 SBS가 야심차게 기획한 '소방서 옆 경찰서'는 경찰과 소방대원 간의 공조를 통해 사건이 해결된 힘든 케이스들을 바탕으로, 일선에서 많은 사건들을 해결하고 있는 분들의 애환을 다룬 스토리로 극화하여, 장르물의 강렬함과 사건을 추리하는 논리적 과정, 일선에서 일하는 사람들의 애환을 중심 소재로 그려졌다. 작품의 완성도가 가장 제일 높은 작품이기 때문에, 민지은 작가가 집필한 '소방서 옆 경찰서'의 기획은 이미 3년 전에 먼저 잡힌 것"이라고 설명하면서 여타 재난 범죄극과의 차별점에 대해 "경찰과 소방대원들의 공조이므로, 출동부터 최악의 위기 상황을 다룬 만큼, 난도 높은 사건들을 공조해서 해결해 나가는 공동 플레이가 핵심 포인트로, 연기력이 검증된 30~40대 남녀 배우들을 드라마 주연급에 전격 기용하여, 당초 2022년 상반기 방영작으로 가닥을 잡았다가, 故 이힘찬 PD 사망사건을 규명하기 위한 노사공동조사위원회 조사 등 제작이 늦어지는 관계로, 본방송 시점을 SBS 드라마본부 측에서 '천원짜리 변호사'의 후속작으로 최종 확정했다"라고 덧붙였다.[3][4][5][6]
- 시즌2가 2023년 하반기에 방송될 예정이다.[7] 최종회를 정상적으로 마무리하지 않은 채 종영되어 수 많은 시청자들의 비난을 받았는데, 시즌제를 최초로 도입한 KBS의 교육 드라마 학교 시리즈와는 달리, 시즌2에서 계속 명맥을 이어가기 위해서 이미 파트제로 기획이 잡힌 것이다.

## 결방 사유
- 2022년 12월 17일: 《2022 SBS 연예대상》 시상식 중계방송으로 인한 결방
- 2022년 12월 24일: 《2022 SBS 가요대전》 중계방송으로 인한 결방

## 수상 경력
- 2022년 SBS 연기대상 남자 조연상(강기둥)
- 2022년 SBS 연기대상 여자 청소년연기상(김민서)
- 2022년 SBS 연기대상 미니시리즈 장르드라마 부문 남자 최우수연기상(김래원)
- 2022년 SBS 연기대상 미니시리즈 장르드라마 부문 여자 최우수연기상(공승연)

## 같이 보기
- 대한민국의 텔레비전 드라마 목록 (ㅅ)
- 2022년 대한민국의 텔레비전 드라마 목록